# Емерсон Фіттіпальді
Емерсон Фіттіпальді (порт. Emerson Fittipaldi), відомий також як Еммо (нар. 12 грудня 1946, Сан-Паулу, Бразилія) — бразильський автогонщик, двократний чемпіон світу з автоперегонів у класі Формула-1 (1972, 1974) та двократний переможець 500 миль Індіанаполісу (1989, 1993), чемпіон CART Indy Car (1989), учасник серій Формула Vee, Формула Ford та Формула-3. Занесений до Міжнародного залу Слави автоспорту (2003).